# 朝日村 (茨城県)
朝日村（あさひむら）は茨城県稲敷郡にかつて存在した村である。

## 地理
現阿見町の南西部から土浦市南部の荒川沖駅一帯・牛久市の北東部の一部地域にかけての一帯が村域。村名の由来となった朝日川（乙戸川）流域の平地と台地が入り組む谷戸が多い地形で、西端部は陸前浜街道の荒川沖宿を中心に小規模な工場の立地や商業地として賑わい、荒川沖駅東側には荒川沖競馬場が設置されていた。東部の旧阿見村・土浦市との近接地域には土浦海軍航空隊の施設が多く置かれ、航空隊への物資供給のために引込線や道路が整備されていた。

## 歴史

### 村域の変遷
- 1889年（明治22年）4月1日 - 町村制施行により、福田村・小池村・上長村・実穀村・吉原村・荒川沖村・荒川本郷村・沖新田が合併し信太郡朝日村が発足。
- 1896年（明治29年）4月1日 - 信太郡が河内郡と合併し稲敷郡が発足。同郡の所属となる。
- 1948年（昭和23年）9月1日 - 沖新田と荒川沖・荒川本郷の各一部が都和村とともに土浦市に編入。
- 1955年（昭和30年）4月1日 - 阿見町・君原村と合併し、改めて阿見町が発足。同日朝日村廃止。
- 1957年（昭和32年） - 旧村域の一部（福田の一部）が牛久町に編入。
- 1958年（昭和33年） - 旧村域の一部（福田の一部）が牛久町に編入。

変遷表
| 1868年 以前 | 1868年 以前   | 明治元年 | 明治22年 4月1日 | 明治29年 4月1日 | 明治29年 4月1日 | 昭和23年 9月1日 | 昭和30年 4月1日 | 昭和32年      | 昭和33年 | 昭和61年 6月1日 | 現在     |
| ----------- | ------------- | -------- | --------------- | --------------- | --------------- | --------------- | --------------- | ------------- | -------- | --------------- | -------- |
|             | 福田村        | 福田村   | 朝日村          | 稲敷郡 発足     | 朝日村          | 朝日村          | 阿見町          | 牛久町 に編入 | 牛久町   | 市制            | 牛久市   |
| 阿見町      | 福田村        | 福田村   | 朝日村          | 稲敷郡 発足     | 朝日村          | 朝日村          | 阿見町          | 牛久町 に編入 |          | 市制            | 牛久市   |
| 阿見町      | 福田村        | 福田村   | 朝日村          | 稲敷郡 発足     | 朝日村          | 朝日村          | 阿見町          | 阿見町        | 阿見町   | 阿見町          |          |
| 阿見町      | 小池村        |          | 朝日村          | 稲敷郡 発足     | 朝日村          | 朝日村          | 阿見町          | 阿見町        | 阿見町   | 阿見町          |          |
| 阿見町      | 上長村        |          | 朝日村          | 稲敷郡 発足     | 朝日村          | 朝日村          | 阿見町          | 阿見町        | 阿見町   | 阿見町          |          |
| 阿見町      | 実穀村        |          | 朝日村          | 稲敷郡 発足     | 朝日村          | 朝日村          | 阿見町          | 阿見町        | 阿見町   | 阿見町          |          |
| 阿見町      | 吉原村        |          | 朝日村          | 稲敷郡 発足     | 朝日村          | 朝日村          | 阿見町          | 阿見町        | 阿見町   | 阿見町          |          |
| 阿見町      | 荒川本郷村    |          | 朝日村          | 稲敷郡 発足     | 朝日村          | 朝日村          | 阿見町          | 阿見町        | 阿見町   | 阿見町          |          |
|             | 土浦市 に編入 | 土浦市   | 朝日村          | 稲敷郡 発足     | 朝日村          | 土浦市          | 土浦市          | 土浦市        | 土浦市   |                 |          |
|             | 土浦市 に編入 | 土浦市   | 朝日村          | 稲敷郡 発足     | 朝日村          | 土浦市          | 土浦市          | 土浦市        | 土浦市   | 沖村            | 荒川沖村 |
|             | 土浦市 に編入 | 土浦市   | 朝日村          | 稲敷郡 発足     | 朝日村          | 土浦市          | 土浦市          | 土浦市        | 土浦市   | 沖新田          |          |

荒川沖と荒川本郷の関係は必ずしも綺麗ではない。土浦市住民は阿見町内の市町境地域で阿見町立朝日中学校よりも土浦市立土浦第三中学校の方が近い地域を「阿見荒川沖」と呼ぶことがある。

## 村長
- 山中恵治（1889年5月16日 - 1893年5月15日）
- 野口長十郎（不詳）
- 野口恭助（不詳）
- 飯野勇治（1903年7月23日 - 1904年9月29日、1911年11月13日 - 1916年11月12日）
- 大久保意吉（1904年10月18日 - 1908年10月17日、1927年4月5日 - 1931年4月4日）
- 青山謹之助（1908年11月13日 - 1911年11月12日）
- 飯野平佐久（1916年11月13日 - 1917年3月10日）
- 野口源一郎（1918年11月8日 - 1922年11月7日）
- 飯野富太郎（1923年7月9日 - 1927年3月28日）
- 宮本誠一（1931年4月5日 - 1935年4月4日、1943年9月14日 - 1946年11月27日）
- 野口郁太郎（1935年4月5日 - 8月26日）
- 飯野義雄（1935年9月1日 - 1939年8月31日）
- 鶴町運衛（1939年9月1日 - 1943年8月31日）
- 池田静喜（1947年4月5日 - 1948年10月25日）：のち阿見町長
- 横田昭（1948年12月10日  - 1952年12月9日）
- 松島松夫（1948年12月10日 - 1955年3月31日）：合併後に阿見町助役

## 人口・世帯

### 人口
総数 [単位： 人]
| 1891年（明治24年） | 2,707 |
| 1920年（大正 9年） | 6,348 |
| 1935年（昭和10年） | 7,068 |
| 1950年（昭和25年） | 6,348 |

### 世帯
総数 [単位： 世帯]
| 1920年（大正 9年） | 1,059 |
| 1935年（昭和10年） | 1,325 |
| 1950年（昭和25年） | 1,139 |

## 交通

### 鉄道
- 日本国有鉄道（ → 東日本旅客鉄道）
  - ■常磐線
    - 荒川沖駅

### 道路
- 一級国道
  - 国道6号（水戸街道）